# Кольско-Лопарская волость
Ко́льско-Лопа́рская во́лость — административно-территориальная единица в составе Кемского, Кольского (с 1899 — Александровского), Мурманского уездов Архангельской губернии и Мурманской губернии РСФСР с центром в городе Кола, существовавшая в 1868—1927 годах.
Кольско-Лопарская волость в составе Кемского уезда была образована в 1868 году путём слияния Вороньинской, Печенгской и Экостровской волостей. В 1871 году из части её территории была образована Мурманско-Колонистская волость. В 1883 году Кольско-Лопарская волость вошла в новый Кольский уезд (в 1899 году он был переименован в Александровский). В 1912 году из части Кольско-Лопарской волости была образована Териберская волость.
3 марта 1920 года 4 саамских погоста (Воронежский, Ловозерский, Лявозерский, Семиостровский) были выделены из Кольско-Лопарской волости и образовали Ловозерскую волость. В течение 1920 года на территории волости были образованы сельсоветы: Кильдинский, Мотовский, Нотозерский, Пейве-Ярвинский, Сонгельский, Экостровский (Екостровский). В результате мирного договора между РСФСР и Финляндией от 1920 года часть территории Сонгельского с/с отошла последней, а сам сельсовет был упразднён.
В 1921 году Кольско-Лопарская волость вошла в новую Мурманскую губернию.
В 1922 году из части Екостровского с/с был образован Пулозерский с/с. 8 июня 1925 года из Екостровского с/с был выделен Ёновский с/с.
В 1926 году в связи с утратой Колой городского статуса был образован Кольский с/с.
1 августа 1927 года Кольская волость была упразднена. Вся её территория вошла в Кольско-Лопарский район.